# دوسر نضر
الدوسر النضر (الاسم العلمي: Aegilops juvenalis) نوع نباتي يتبع جنس الدوسر من الفصيلة النجيلية. 

## الموئل والانتشار
موطنه بلاد الشام وتركيا والقوقاز.

## مرادفات للاسم العلمي
- (باللاتينية: Triticum juvenale Thell.)
- (باللاتينية: Aegilonearum juvenale (Thell.) Á. Löve)
- (باللاتينية: Triticum juvenale Thell.)